# Bâtiment Panamericano
Pour les articles homonymes, voir Panamericano.
 (juillet 2008).
Si vous disposez d'ouvrages ou d'articles de référence ou si vous connaissez des sites web de qualité traitant du thème abordé ici, merci de compléter l'article en donnant les références utiles à sa vérifiabilité et en les liant à la section « Notes et références ».
Le bâtiment Panamericano est un ensemble singulier de logements situé dans la capitale uruguayenne, Montevideo, sur la côte, dans la partie la plus élevée des zones de Pocitos et le port de Buceo. Il a été conçu par l'architecte Raul A. Sichero Bouret. Ce travail s'étend sur les années 1960 à 1964, et n'était pas terminé que le projet initial.
Ce Bâtiment est remarquable par la structure de soutien (V) et la double-hauteur de la façade.
Il a récemment été déclarée « culturel » par le maire de Montevideo